# 융딩먼와이역
융딩먼와이역(중국어: 永定门外站)은 중국 베이징시 둥청구 융딩먼와이 가도 융딩먼 외대가·류리징로 교차로에 위치한 베이징 지하철 8호선과 14호선의 지하철 환승역이다. 14호선은 2015년 12월 26일에 개통하였고, 8호선은 2018년 12월 30일에 운행을 개시하였다.

## 위치
융딩먼와이역은 남2환 외부, 융딩먼 외대가(난중저우로, 남북방향)와 류리징로(교차로 지점에서 동쪽으로)교차로의 북쪽, 옌둔의 남쪽에 위치하고 있다. 8호선은 남북방향, 14호선은 서북-동남방향으로, 둘다 융딩먼 외대가 서쪽에 배치되어 있다.

## 역 구조

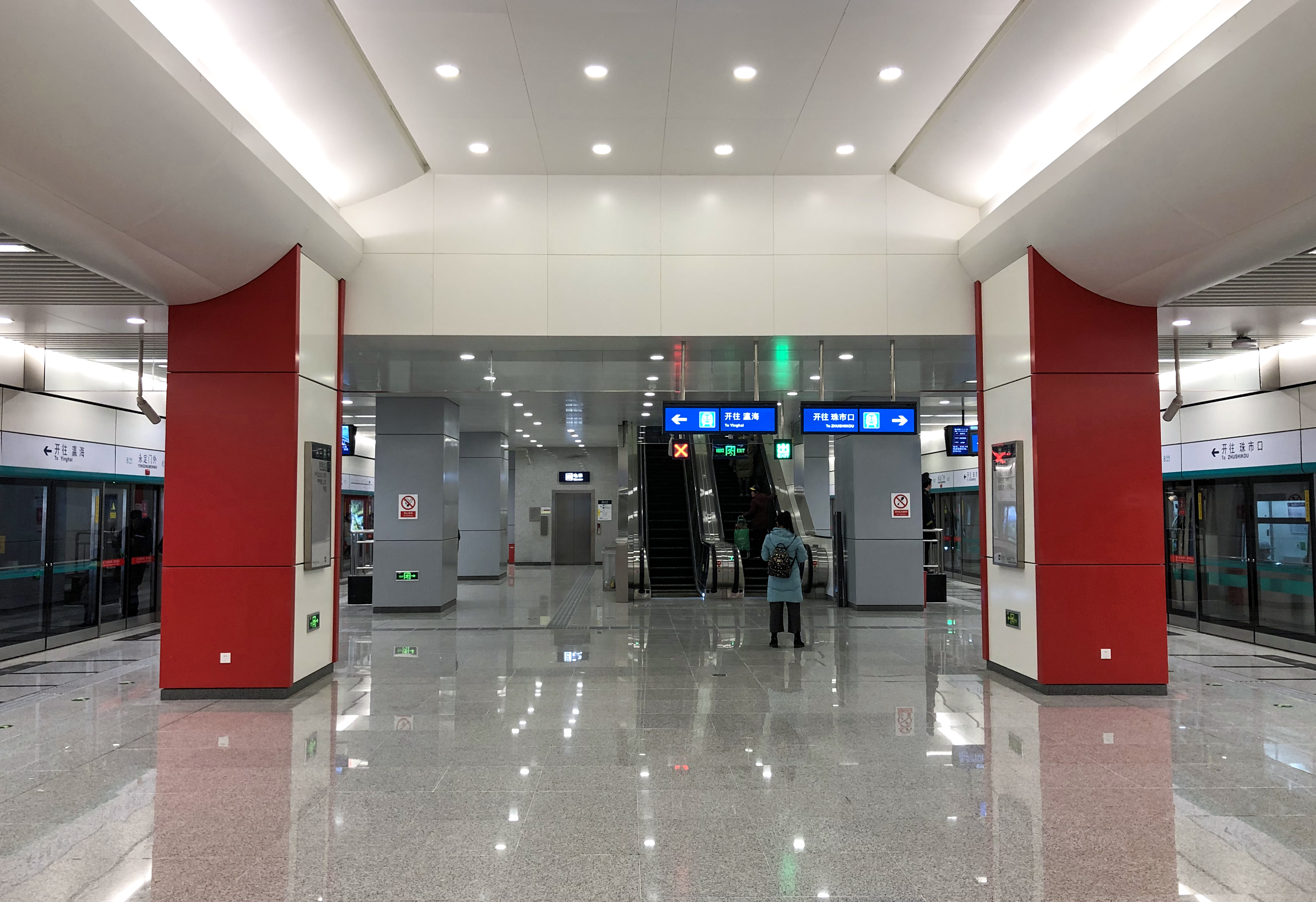
8호선 승강장 (2018년 12월)

일찍 착공을 한 14호선역은 지하 3층에 개·굴착 결합방식으로 시공되었다.8호선 역은 비교적 늦게 착공하여 노선 아래 14호선을 통과하고, 두 대합실 모두 깊이가 일치하도록 지하 4층으로 시공되었으며 가장 깊은 지점은 34m에 이른다. 두 노선 모두 섬식 승강장을 채택하였다.

### 층별 구조
| 지면층                    | 가도                            | A—F출구                          |
| 지하 1층                  | 장치층                          | 역 장비                          |
| 지하 2층 8, 14호선 대합실 | 14호선 대합실                   | 고객 센터, 자동매표기, 개집표기  |
| 지하 2층 8, 14호선 대합실 | 8호선 대합실                    | 고객 센터, 자동매표기, 개집표기  |
| 지하 3층 14호선 승강장    | ←                               | ■ 14호선 장궈좡 방면 (베이징 남) |
| 지하 3층 14호선 승강장    | 섬식 승강장, 왼쪽 출입문이 열림 |                                  |
| 지하 3층 14호선 승강장    | →                               | ■ 14호선 산거좡 방면 (징타이)    |
| 지하 4층 8호선 승강장     | ←                               | ■ 8호선 주신좡 방면 (톈차오)     |
| 지하 4층 8호선 승강장     | 섬식 승강장, 왼쪽 출입문이 열림 |                                  |
| 지하 4층 8호선 승강장     | →                               | ■ 8호선 잉하이 방면 (무시위안)   |

### 환승
융딩먼와이역 14호선 대합실 남쪽에는 환승통로 2개가 설치되어 있으며, 8호선 대합실 북쪽 끝자락과 연결되어 있다.

### 승강장
14호선 융딩먼와이역에는 융딩먼 외대가 서쪽 아래에 섬식 승강장으로 이루어졌다. 8호선 융딩먼와이역에는 융딩먼 외대가 바로 아래에 섬식 승강장으로 이루어졌다.

## 출구
14호선역에는 3개의 출구가 있지만 2018년 8월 현재 A, C 두 곳만 개방돼 B출구는 개장이 보류됐다. 8호선에는 E, F 두 개의 출구가 있다.
|                         |                             | |      |             |
|                         |                             | |      |             |
| 출구                    | 지시                        | 출구 인근 | 사진 | 무장애 시설 |
| 出口 · A                | 융딩먼 외대가(永定门外大街) | 융딩먼 외대가(서측), 융딩먼 성루, 옌둔(燕墩), 베이징시 제11중학교 실험학교, 궈야오 빌딩                                                                               |      |             |
| 出口 · C                | 융딩먼 외대가(永定门外大街) | 융딩먼 외대가(동측), 베이징 사범대학 제2부속중학교 후이차이 학교, 거신리 초등학교, 둥청구 제일인민병원, 둥청교통대대 톈탄 지대, 융와이 파출소, 융딩먼와이 가도 사무소 |      |             |
| 出口 · E                | 융딩먼 외대가(永定门外大街) | 융딩먼 외대가(동측), 안러린로(남측), 둥청구 제일인민병원 |      |             |
| 出口 · F                | 융딩먼 외대가(永定门外大街) | 융딩먼 외대가(서측), 거신 남로(북측), 거신리(革新里) |      |             |
| 아이콘 설명: 엘리베이터 |                             | |      |             |